# Collin McMahon
Collin McMahon (* 5. Januar 1968 in Garmisch-Partenkirchen) ist ein US-amerikanischer Autor, Drehbuchautor und Übersetzer, unter anderem für Produktionen von Sönke Wortmann, Michael Herbig und Disney.

## Leben und Wirken
McMahon, in Deutschland geborener Sohn US-amerikanischer Eltern und somit US-amerikanischer Staatsbürger, ging nach dem Abitur am Münchner Theodolinden-Gymnasium 1986 in die USA und studierte am Pomona College in Kalifornien Medienwissenschaften. Zurück in Deutschland, wurde er 1990 in bei RTL als Produktionsassistent für die Produktion von Sendungen mit Thomas Gottschalk tätig, war freier Mitarbeiter beim Zündfunk des BR und Übersetzer und Pressesprecher beim Filmfest München sowie bei weiteren international geprägten Veranstaltungen. 
Er arbeitete als Synchronautor bei der Produktion von Disney-Serien und als Übersetzer von Drehbüchern, als Drehbuchautor und Übersetzer und später Autor von Kinderbüchern. Ab dem Jahr 1998 arbeitete McMahon als Creative Supervisor für die deutschsprachigen Länder und Benelux in der Produktion der niederländischen Synchron- sowie der deutschen TV-Fassungen von Disney-Produktionen.
Seit 2008 arbeitet er freiberuflich als Übersetzer vor allem für Filmproduktionen und Verlage. So übersetzte er unter anderem die Drehbücher von Der Medicus, Vorstadtkrokodile, Wickie auf großer Fahrt, Wickie und die starken Männer, Hindenburg und schrieb am Drehbuch für den Film Waffenstillstand mit. Außerdem schrieb er Kinderbücher wie Lucas und Scotti und die Bücherreihe Das Zauberschwert. McMahon übersetzte über 20 Kinderbücher ins Deutsche.
McMahon schrieb für Blogs wie Journalistenwatch, PI-News sowie für die Onlinepräsenz Die Freie Welt der AfD-Bundestagsabgeordneten Beatrix von Storch.
Ab Mai 2018 arbeitete er im Team des AfD-Bundestagsabgeordneten Petr Bystron. McMahon war zudem Angestellter des AfD-Europaabgeordneten Joachim Kuhs. Er war Mitorganisator der „Konferenz der freien Medien“ der AfD-Bundestagsfraktion.
Seit 2024 arbeitet er als Radiomoderator beim Kontrafunk.
McMahon lebt in München, ist verheiratet und hat eineiige Zwillingstöchter.

## Werke (Auswahl)

### Drehbuchübersetzungen
- Wickie und die starken Männer. – Bully Herbig, 2010[6]
- Wickie auf großer Fahrt. – 2010
- Türkisch für Anfänger. – Rat Pack 2011
- Colonia Dignidad – Es gibt kein Zurück. – 2011
- Winnetou. – 2011, 2014 in 3 Teilen
- Furious Angel. – Bavaria Film 2012
- Der Medicus. – UFA 2012
- Narziss und Goldmund. – teamWorx 2012
- Binny und der Geist. – Disney 2013 (Staffel I) bzw. 2016 (Staffel II)

### Bücher

#### Kinderbücher
- Das Zauberschwert – Serie in 5 Teilen, 2010, u. a. ISBN 978-3-7855-6871-2.
- Cybersurfer – Angriff der Superhirne. 201?
- Cybersurfer – Wilde Jagd auf Auto-Hacker. Baumhaus-Verlag 2011, ISBN 978-3-8432-0036-3.
- Lucas und Scotti – Knalltüten im Anmarsch. cbj 2013, ISBN 978-3-570-15646-9
- Lucas und Scotti – Bekloppt sein ist das Größte. cbj Kinderbücher Verlag 2014, ISBN 978-3-570-15904-0.

#### Sachbücher
- Der Zensurkomplex. Wie Regierungen, Geheimdienste und NGOs ihre Bürger überwachen und politisch unerwünschte Meinungen bekämpfen. Kopp Verlag, Rottenburg am Neckar 2023, ISBN 978-3-86445-978-8.
- Trump gegen den Deep State. Kopp Verlag, Rottenburg am Neckar 2024, ISBN 978-3-98992-033-0.
- mit Irfan Peci: Eroberung. Wie der politische Islam Deutschland unterwandert. Kopp Verlag, Rottenburg am Neckar 2025, ISBN  	978-3-98992-100-9.